# Phyllobius crassipes
Phyllobius crassipes — вид короткохоботных долгоносиков из подсемейства Entiminae.

## Распространение
В России распространён в Заволжье.

## Описание
Жук длиной 3,7-6 мм. Чешуйки зелёного цвета, чуть-чуть блестящие. Передние голени S-образно изогнуты; сначала по направлению кнаружи затем во внутрь и снова кнаружи. Передние бёдра самцов сильно уплощены и более чем в два раза толще остальных. Переднеспинка поперечная, немного уже надкрылий.

## Экология
Взрослый жук кормятся в основном на тополях (Populus) и ивах (Salix).